# Acantholycosa tarbagataica
Acantholycosa tarbagataica is een spinnensoort in de taxonomische indeling van de wolfspinnen (Lycosidae).
Het dier behoort tot het geslacht Acantholycosa. De wetenschappelijke naam van de soort werd voor het eerst geldig gepubliceerd in 2011 door Marusik en Logunov.